# Мишуково (Рязанская область)
Мишуково — деревня в Касимовском районе Рязанской области. Входит в Савостьяновское сельское поселение

## География
Находится в северо-восточной части Рязанской области на расстоянии приблизительно 17 км на восток по прямой от районного центра города Касимов.

## История
Известна с 1782 года как владельческая деревня Елатомской округи. В 1862 году здесь (тогда сельцо Елатомского уезда Тамбовской губернии) было учтено 39 дворов, в 1911 — 81.

## Население
Численность населения: 380 человек (1862 год), 669 (1914), 132 в 2002 году (русские 96 %), 105 в 2010.